# Mariföld zászlaja

Mariföld zászlaja

## Jelenlegi hivatalos
Mariföld zászlaja 2006. november 28-a óta 3:4:3 arányban kék–fehér–barnásvörös, a fehér sávban az 1/3 magasságú Mari kereszt is barnásvörös. A zászló színei az orosz állami zászlóéra emlékeztetnek, a barnásvörös pedig arra a mari legendára, mely szerint az élet az agyagból származik. A Horisont szerint korábban Akcorin filológus és Jefimov képzőművész a barna, sárga és fehér színű trikolort javasolták: a mari legendák szerint az élet a barna agyagból származik, a sárga nap pedig fehér tojáshéjból bukkant ki.
Ezt a javaslatot azonban nem fogadták el. A Flagspot még egy javaslatot említ, Buligin és Kasakov javaslatát: 2:3:2 arányban világoskék-fehér-zöld zászlót, melyben a világoskék az eget és a vizeket, a fehér a mari nép céljainak tisztaságát, az áldozati ruhákat és a békét, a zöld a vallásos ceremóniák helyszínét jelképezi. A Hampshireflag két téves ábrázolást is említ, az egyiken nem szerepel a napszimbólum, a másikon pedig a zászló közepén a napszimbólum és a felirat helyett lila sáv van.

## Korábbi zászló

Mariföld előző zászlaja

1992-től 2006-ig a zászló 1:2:1 arányban kék–fehér–vörös Mariföld keresztjével és a felirat (Marij El) barnásvörös volt.